# Nikolaus Lessky
Nikolaus Lessky (* 1999 in Wien) ist ein österreichischer Schauspieler.

## Leben
Nikolaus Lessky sammelte erste Schauspielerfahrungen im Schultheater und bei Werbeproduktionen. Nach der Matura drehte er seinen ersten Kurzfilm mit Freunden. Nach seinem Zivildienst beim Umweltschutzverband WWF und einem Auslandsaufenthalt als Gärtner in Spanien absolvierte er sein Schauspielstudium von 2019 bis 2023 an der Musik und Kunst Privatuniversität der Stadt Wien. Während seiner Ausbildung hatte er Engagements am Volkstheater Wien (2022) und am Landestheater Niederösterreich (2023). Zuletzt stand er im Theater der Jugend (2024) für Erich Kästners Besteller Emil und die Detektive auf der Bühne.
Mit dem Kinofilm Keinen Schritt zurück! (2023) hatte Nikolaus Lessky sein Debüt auf der Kinoleinwand in der Rolle des jungen Soldaten Richard Stuart. Es folgten weitere Rollen im Fernsehen im Salzburger Landkrimi Dunkle Wasser und der österreichisch-deutschen Koproduktion School of Champions. Nikolaus Lessky lebt in Wien.

## Filmografie (Auswahl)
- 2023: Landkrimi: Dunkle Wasser (Fernsehreihe)
- 2023: Keinen Schritt zurück! (Kinofilm)
- 2024: School of Champions (Fernsehserie)
- 2024: Unter uns (Fernsehserie)